# Eulomalus vermicipygus
Eulomalus vermicipygus är en skalbaggsart som beskrevs av Cooman 1937. Eulomalus vermicipygus ingår i släktet Eulomalus och familjen stumpbaggar. Inga underarter finns listade i Catalogue of Life.